# Aprometopis
Aprometopis är ett släkte av tvåvingar. Aprometopis ingår i familjen fritflugor.
Kladogram enligt Catalogue of Life:
| Aprometopis | \| \| Aprometopis australis \| \| \| \| \| \| Aprometopis flavofacies \| \| \| \| \| \| Aprometopis hirashimai \| \| \| \| \| \| Aprometopis minima \| \| \| \| \| \| Aprometopis silvestrii \| \| \| \| \| \| Aprometopis spectabilis \| \| \| \| |
|             | \| \| Aprometopis australis \| \| \| \| \| \| Aprometopis flavofacies \| \| \| \| \| \| Aprometopis hirashimai \| \| \| \| \| \| Aprometopis minima \| \| \| \| \| \| Aprometopis silvestrii \| \| \| \| \| \| Aprometopis spectabilis \| \| \| \| |
|             | Aprometopis australis |
|             | |
|             | Aprometopis flavofacies |
|             | |
|             | Aprometopis hirashimai |
|             | |
|             | Aprometopis minima |
|             | |
|             | Aprometopis silvestrii |
|             | |
|             | Aprometopis spectabilis |
|             | |